# Toshimi Kikuchi
Toshimi Kikuchi (Iwate, 17 juni 1973) is een voormalig Japans voetballer.

## Carrière
Toshimi Kikuchi speelde tussen 1992 en 2002 voor Tokyo Verdy, Gamba Osaka, Sanfrecce Hiroshima en Omiya Ardija.